# 陳蔚強
陳蔚強（英語：Tan Wee Kiong，1989年5月21日—），本名陳煒強，又曾名陳煒，2015年底為了轉運而改為現時的名字。馬來西亞男子羽毛球运动员，生长于柔佛州东甲县坤蘭烏汝新村，2001年举家迁居斗湖，13岁加入大马羽球队。在2016年奧運與吳蔚昇搭檔奪得羽毛球男子雙打銀牌。

## 簡歷

### 2007年-2013年 初期首冠
2007年，陳煒夥拍溫可微出戰亞洲青年羽毛球錦標賽混雙比賽，最終奪得冠軍。同年11月，他与溫可微出战馬來西亞羽毛球國際挑戰賽，在混双决赛以0比2（15-21、14-21）不敌队友的林欽華/黃惠齡，赢得亚军。
2008年5月，陳煒与拉吉夫阿都拉迪夫出战新加坡羽毛球超級賽，在男双準决赛以0比2（16-21、16-21）不敌队友的顏德財/凌文輝。同年9月，他与拉吉夫阿都拉迪夫出战中華台北羽毛球黃金大獎賽，在男双準决赛以0比2（19-21、14-21）不敌丹麦强档的玛蒂亚斯·鲍伊/卡斯腾·摩根森。
2009年6月，陳煒与麦喜俊出战馬來西亞羽毛球黃金大獎賽，在男双準决赛以0比2（11-21、15-21）不敌队友的顏德財/陳斌生。同年11月，他分别与麦喜俊以及溫可微出战馬來西亞羽毛球國際挑戰賽，在男双準决赛以1比2（18-21、21-14、13-21）不敌赛会6号种子、泰国的博丁·伊沙拉/玛尼蓬·宗集；而混双决赛以2比1（21-6、13-21、21-17）击败了队友的麦喜俊/黄惠龄，夺得其首个国际赛冠军。
2011年12月，陳煒与区耀汉出战印度羽毛球大獎賽，在男双準决赛以0比2（14-21、16-21）不敌赛会头号种子、日本的川前直樹/佐藤翔治。
2012年6月，陳煒与云天豪出战泰國羽毛球黃金大獎賽，在男双準决赛以0比2（20-22、15-21）不敌赛会8号种子、队友的查基利/法鲁兹祖安。同年9月，他与云天豪出战日本羽毛球超級賽，在男双準决赛以0比2（15-21、17-21）不敌赛会2号种子、队友的古健傑/陳文宏。
2013年8月，陳煒參加中國廣州舉行的世界羽毛球錦標賽，與云天豪以11號種子身分出戰男子雙打項目。他們首圈輪空，第二圈即以2比0擊敗隊友林钦华/吴伟申組合晉級；但在第三圈就以0比2（19-21、13-21）不敵6號種子、中國的蔡赟/傅海峰，16強止步。同年10月，他与云天豪出战法國羽毛球超級賽，在男双準决赛以1比2（19-21、21-15、18-21）不敌赛会4号种子、队友的古健傑/陳文宏。同年11月，他与云天豪出战中國羽毛球首要超級賽，在男双决赛以0比2（13-21、12-21）不敌韩国强档的李龍大/柳延星，赢得亚军。同期11月，他与云天豪出战澳門羽毛球黃金大獎賽，在男双决赛以2比0（21-16、21-19）击败了赛会头号种子、中華台北的李勝木/蔡佳欣，赢得冠军。

### 2014年 雙蔚时代：英联邦金牌及亚运会捡铜
2014年2月，陳煒与云天豪出战德國羽毛球黃金大獎賽，在男双準决赛以0比2（19-21、14-21）不敌赛会8号种子、日本强档的嘉村健士/園田啟悟。同年5月，他與搭檔雲天豪一同被入選2014年湯姆斯盃參賽大名單，但在小組預賽時，馬來西亞以奇兵戰術臨時讓陳煒與吳偉申搭配，並成功擊敗韓國的金沙朗/金基正，更在此後的八強和決賽面對丹麥的卡斯騰·摩根森/約金·費舍爾·尼爾森和日本的園田啟悟/嘉村健士時連戰皆捷，雖然馬來西亞最後以亞軍收場，但是陳煒與吳偉申的傑出表現使兩人在湯杯結束之後組成固定搭檔。同年8月，他代表马来西亚参加苏格兰格拉斯哥举办的英聯邦運動會羽毛球比賽，在率先进行的团体赛，马来西亚队赢得金牌；而与搭档的吴伟申的男双决赛以2比1（21-12、12-21、21-15）击败了赛会3号种子、新加坡的丹尼·巴瓦·克里斯南塔/查特·奇雅加特，亦是本届英联邦的双冠王得主。同年9月，他代表马来西亚参加韩国仁川举办的亞運會羽毛球比賽，在率先进行的团体赛，马来西亚男队赢得季军；而与搭档的吴伟申的男双準决赛以0比2（6-21、15-21）不敌赛会头号种子、世界第一的李龍大/柳延星，赢得亚运会男子双打季军。

### 2015年 雙蔚时代：狀態下滑
2015年1月，陳煒与吴伟申出战馬來西亞羽毛球大師賽，在男双準决赛以1比2（18-21、21-19、12-21）不敌赛会8号种子、中華台北强档的陳宏麟/王齊麟。同年6月，他代表马来西亚参加新加坡举办的東南亞運動會羽毛球比賽，随队赢得男子团体季军。同年7月，他与吴伟申出战俄羅斯羽毛球大獎賽，在男双决赛以0比2（20-22、19-21）不敌赛会头号种子、东道主的弗拉基米尔·伊万诺夫/伊万·索松诺夫，赢得亚军。此後兩人狀態下滑，經常在比賽前兩輪就遭到淘汰，為求改運的兩人因而在2015年底一起改名，吳偉申改名為「吳蔚昇」，而陳煒則改名為「陳蔚強」，改名後，同年12月份兩人出战美國羽毛球大獎賽在男双决赛以2比0（21-14、21-17）击败了赛会头号种子、俄罗斯强档的弗拉基米尔·伊万诺夫/伊万·索松诺夫，一举赢得冠軍。因為改名後兩人的名字中皆有「蔚」字，從此被馬來西亞媒體及民眾稱之為「雙蔚組合」。同期12月，他与吳蔚昇出战墨西哥城羽毛球大獎賽，在男双準决赛以0比2（19-21、18-21）不敌泰国的博丁·伊沙拉/尼迪蓬·潘普佩克，赢得亚军。

### 2016年 雙蔚时代：里約奧運銀牌、排名登頂與超級賽奪冠
2016年1月，陳蔚強与吳蔚昇出战印度羽毛球黃金大獎賽，在男双决赛以2比1（14-21、24-22、21-8）击败了东道主的普拉纳·杰里·乔普拉/艾谢·迪瓦卡，赢得冠军。同年3月，他与吳蔚昇出战全英羽毛球首要超級賽，在男双準决赛以0比2（13-21、15-21）不敌赛会6号种子、日本强档的遠藤大由/早川賢一。同期3月，他与吳蔚昇出战印度羽毛球黃金大獎賽，在男双準决赛以0比2（15-21、17-21）不敌印尼强档的马库斯·费尔纳尔迪·吉德翁/凯文·桑加亚·苏卡穆约。同年8月，大马世界排名第12的雙蔚组合獲得夏季奧林匹克運動會羽毛球比賽男子雙打項目的參賽資格，並在小组赛以全勝的成績晉級8强。在八强赛，两人遭遇赛会头号种子、韩国的李龙大/柳延星，力拼3局以2比1（17-21、21-18、21-19）逆轉险胜，並以黑马之姿晉級四強。準决赛，兩人以2比1（21-18、12-21、21-17）戰勝中国组合柴飚/洪炜。在决赛上，吴蔚昇/陈蔚强再次遭遇小組賽的對手，中國的上屆奧運雙打金牌之一傅海峰與他的新搭檔張楠，最終以1比2（21-16、11-21、21-23）落敗，與馬來西亞的首面奧運金牌擦肩而過，但首次征戰奧運即取得銀牌的佳績。接着，俩人在里約奧運奪得銀牌後迎來巔峰，首先在10月份出战丹麥羽毛球首要超級賽，在男双决赛以2比1（14-21、22-20、21-19）击败了泰国的博丁·伊沙拉/尼迪蓬·潘普佩克，赢得兩人搭檔以來的第一個超級系列賽男双冠軍，他们的世界排名也于2016年11月10日攀升到第一位；跟着，由于沒有缺席2016年度的十二項超級系列賽，他们以第二高的積分獲得世界羽聯超級系列賽總決賽的參賽資格，並且在決賽以直落二（21-14、21-19）輕取大會頭號種子日本组合嘉村健士/園田啟悟，第一次贏得超級系列賽總決賽的冠軍。

### 2017年 雙蔚时代：成績下滑與拆夥
邁入2017年之後，雙蔚的表現不復去年，最佳的成績僅分別在全英公開賽、印度公開賽及新加坡公開賽闖入八強，在主場的馬來西亞公開賽更在第一輪就遭到淘汰。為此，國家隊男雙教練認為是因為在受到其他國家重視後，對手已經了解兩人打法的緣故；馬來西亞羽毛球協會也表明陳蔚強與吳蔚昇若再無表現將會面臨拆夥。
2017年8月，陳蔚強與吳蔚昇以第5種子的身分參加在蘇格蘭格拉斯哥舉辦的世界羽毛球錦標賽男子雙打項目，他們在首輪輪空，但在次圈就以0比2（18-21、16-21）爆冷敗給韓國的鄭義錫/金德永。原意前往當地觀戰的大馬羽總會長諾薩也因此取消行程，並聲稱將會立刻採取行動。
2017年9月，大马羽总会长诺萨宣布將陳蔚強與吳蔚昇拆伙，陈蔚强将改為搭档王耀新，而吳蔚昇则配对张御宇。
2017年12月，大马羽总宣布吴蔚升与陈蔚强将重新拍档，而这个决定是考虑到拆档前的2支男双组合的世界排名较高，能为马来西亚在2018年湯姆斯盃争取更好的种子排位，同时雙蔚的排名也有资格参加2018年3月举行的全英赛。雙蔚组合也在之后重返前10名，取代王耀新和张御宇成为马来西亚国家羽球队的一号男双。

### 2018年 雙蔚时代：-
2018年1月，陳蔚強与吳蔚昇出战泰國羽毛球大師賽，在男双準决赛以0比2（15-21、20-22）不敌泰国的提恩·伊斯里亚内特/基迪萨·南达什。同期1月，他与吳蔚昇出战馬來西亞羽毛球大師賽，在男双决赛以1比2（21-14、22-24、13-21）不敌印尼强档的法贾·阿尔弗兰/穆罕默德·里安·阿利安托，赢得亚军。同年3月，他与吳蔚昇出战德國羽毛球公開賽，在男双準决赛以1比2（17-21、21-18、19-21）不敌赛会6号种子、日本强档的井上拓斗/金子祐樹。同年4月，他代表马来西亚参加澳大利亚昆士蘭州黃金海岸举办的英聯邦運動會羽毛球比賽，在率先进行的团体赛，马来西亚队赢得亚军；而与搭档的吳蔚昇的男双準決賽以1比2（21-15、16-21、15-21）不敌赛会3号种子、奥运铜牌的马库斯·埃利斯/克里斯·兰格瑞奇，在季軍戰直落两局以2比0（21-8、21-13）击败了斯里兰卡的萨钦·迪亚斯/布万尼卡·古尼特希尔卡，赢得英联邦男子双打季军。

### 2021年:雙蔚时代結束
2021年8月，陈蔚強宣布与吴蔚昇拆伙，并與陈健銘組合。他与陈健銘一起参加2021年荷兰羽毛球公开赛，并进入了决赛，最后以14-21、21-18、20-22三盘输给了来自新加坡的許永凱和駱建賢。

### 2022年:雙蔚短暫合體
2022年雙蔚由于排名足夠再次參加2022年世界羽毛球锦标赛，由于他們是种子選手因此繞過首輪，但在次輪輸給丹麥的叶普·贝伊和拉塞·摩尔菲德。

## 主要比賽成績
只列出曾進入準決賽的國際賽事成績：
| 年份   | 賽事                     | 公開賽級別 | 項目     | 拍檔                      | 成績   |
| ------ | ------------------------ | ---------- | -------- | ------------------------- | ------ |
| 2007年 | 馬來西亞羽毛球國際挑戰賽 | 國際挑戰賽 | 混合雙打 | 溫可微                    | 亞軍   |
| 2008年 | 新加坡羽毛球超級賽       | 超級賽     | 男子雙打 | 拉吉夫阿都拉迪夫          | 準決賽 |
| 2008年 | 中華台北羽毛球黃金大獎賽 | 黃金大獎賽 | 男子雙打 | 拉吉夫阿都拉迪夫          | 準決賽 |
| 2009年 | 馬來西亞羽毛球黃金大獎賽 | 黃金大獎賽 | 男子雙打 | 麦喜俊                    | 準決賽 |
| 2009年 | 馬來西亞羽毛球國際挑戰賽 | 國際挑戰賽 | 男子雙打 | 麦喜俊                    | 準決賽 |
| 2009年 | 馬來西亞羽毛球國際挑戰賽 | 國際挑戰賽 | 混合雙打 | 溫可微                    | 冠軍   |
| 2011年 | 印度羽毛球大獎賽         | 大獎賽     | 男子雙打 | 区耀汉                    | 準決賽 |
| 2012年 | 泰國羽毛球黃金大獎賽     | 黃金大獎賽 | 男子雙打 | 云天豪                    | 準決賽 |
| 2012年 | 日本羽毛球超級賽         | 超級賽     | 男子雙打 | 云天豪                    | 準決賽 |
| 2013年 | 法國羽毛球超級賽         | 超級賽     | 男子雙打 | 云天豪                    | 準決賽 |
| 2013年 | 中國羽毛球首要超級賽     | 首要超級賽 | 男子雙打 | 云天豪                    | 亞軍   |
| 2013年 | 澳門羽毛球黃金大獎賽     | 黃金大獎賽 | 男子雙打 | 云天豪                    | 冠軍   |
| 2014年 | 德國羽毛球黃金大獎賽     | 黃金大獎賽 | 男子雙打 | 云天豪                    | 準決賽 |
| 2014年 | 湯姆斯盃                 | 其他       | 男子團體 | －                        | 亞軍   |
| 2014年 | 英聯邦運動會羽毛球比賽   | 其他       | 混合團體 | －                        | 金牌   |
| 2014年 | 英聯邦運動會羽毛球比賽   | 其他       | 男子雙打 | 吴伟申                    | 金牌   |
| 2014年 | 亞洲運動會羽毛球比賽     | 其他       | 男子團體 | －                        | 銅牌   |
| 2014年 | 亞洲運動會羽毛球比賽     | 其他       | 男子雙打 | 吴伟申                    | 銅牌   |
| 2015年 | 馬來西亞羽毛球大師賽     | 黃金大獎賽 | 男子雙打 | 吴伟申                    | 準決賽 |
| 2015年 | 瑞士羽毛球黃金大獎賽     | 黃金大獎賽 | 男子雙打 | 吴伟申                    | 亞軍   |
| 2015年 | 東南亞運動會羽毛球比賽   | 其他       | 男子團體 | －                        | 銅牌   |
| 2015年 | 俄羅斯羽毛球大獎賽       | 大獎賽     | 男子雙打 | 吴伟申                    | 亞軍   |
| 2015年 | 美國羽毛球大獎賽         | 大獎賽     | 男子雙打 | 吳蔚昇                    | 冠軍   |
| 2015年 | 墨西哥城羽毛球大獎賽     | 大獎賽     | 男子雙打 | 吳蔚昇                    | 準決賽 |
| 2016年 | 印度羽毛球黃金大獎賽     | 黃金大獎賽 | 男子雙打 | 吳蔚昇                    | 冠軍   |
| 2016年 | 全英羽毛球首要超級賽     | 首要超級賽 | 男子雙打 | 吳蔚昇                    | 準決賽 |
| 2016年 | 印度羽毛球超級賽         | 超級賽     | 男子雙打 | 吳蔚昇                    | 準決賽 |
| 2016年 | 湯姆斯盃                 | 其他       | 男子團體 | －                        | 季軍   |
| 2016年 | 奧林匹克運動會羽毛球比賽 | 其他       | 男子雙打 | 吳蔚昇                    | 銀牌   |
| 2016年 | 韓國羽毛球超級賽         | 超級賽     | 男子雙打 | 吳蔚昇                    | 準決賽 |
| 2016年 | 丹麥羽毛球首要超級賽     | 首要超級賽 | 男子雙打 | 吳蔚昇                    | 冠軍   |
| 2016年 | 世界羽聯超級系列賽總決賽 | 首要超級賽 | 男子雙打 | 吳蔚昇                    | 冠軍   |
| 2018年 | 泰國羽毛球大師賽         | 超級300賽  | 男子雙打 | 吳蔚昇                    | 準決賽 |
| 2018年 | 馬來西亞羽毛球大師賽     | 超級500賽  | 男子雙打 | 吳蔚昇                    | 亞軍   |
| 2018年 | 亞洲羽毛球團體錦標賽     | 其他       | 男子團體 | －                        | 季軍   |
| 2018年 | 德國羽毛球公開賽         | 超級300賽  | 男子雙打 | 吳蔚昇                    | 準決賽 |
| 2018年 | 英聯邦運動會羽毛球比賽   | 其他       | 混合團體 | －                        | 銀牌   |
| 2018年 | 英聯邦運動會羽毛球比賽   | 其他       | 男子雙打 | 吳蔚昇                    | 銅牌   |
| 2019年 | 泰國羽毛球大師賽         | 超級300賽  | 男子雙打 | 吳蔚昇                    | 冠軍   |
| 2019年 | 馬來西亞羽毛球大師賽     | 超級500賽  | 男子雙打 | 吳蔚昇                    | 準決賽 |
| 2019年 | 紐西蘭羽毛球公開賽       | 超級300賽  | 男子雙打 | 吳蔚昇                    | 準決賽 |
| 2019年 | 中華台北羽毛球公開賽     | 超級300賽  | 男子雙打 | 吳蔚昇                    | 冠軍   |
| 2019年 | 韓國羽毛球大師賽         | 超級300賽  | 男子雙打 | 吳蔚昇                    | 亞軍   |
| 2020年 | 泰國羽毛球大師賽         | 超級300賽  | 男子雙打 | 吳蔚昇                    | 準決賽 |
| 2020年 | YONEX泰國羽毛球公開賽    | 超級1000賽 | 男子雙打 | 吳蔚昇                    | 亞軍   |
| 2021年 | 荷蘭羽毛球公開賽         | 國際挑戰賽 | 男子雙打 | 陈健铭                    | 亞軍   |
| 2023年 | 高雄羽毛球大師賽         | 超級100賽  | 男子雙打 | 努·穆罕默德·阿茲林·阿尤布 | 準決賽 |
| 2023年 | 吉隆坡羽毛球大師賽       | 超級100賽  | 男子雙打 | 努·穆罕默德·阿茲林·阿尤布 | 準決賽 |
| 2024年 | 高雄羽毛球大師賽         | 超級100賽  | 男子雙打 | 努·穆罕默德·阿茲林·阿尤布 | 準決賽 |
| 2024年 | 澳門羽毛球公開賽         | 超級300賽  | 男子雙打 | 努·穆罕默德·阿茲林·阿尤布 | 準決賽 |
| 2024年 | 印尼泗水羽毛球大師賽     | 超級100賽  | 男子雙打 | 努·穆罕默德·阿茲林·阿尤布 | 準決賽 |
| 2024年 | 日本熊本羽毛球大師賽     | 超級500賽  | 男子雙打 | 努·穆罕默德·阿茲林·阿尤布 | 準決賽 |

| 2007-2017年 | 首要超級賽 | 超級賽 | 黃金大獎賽 | 大獎賽 | 國際挑戰賽 | 國際系列賽 | 未來系列賽 | 其他 |

| 2018-2026年 | 總決賽 | 超級1000賽 | 超級750賽 | 超級500賽 | 超級300賽 | 超級100賽 | 國際挑戰賽 | 國際系列賽 | 未來系列賽 | 其他 |

### 奧運會和世錦賽參賽紀錄
|          | 搭檔   | 2007 | 2008 | 2009 | 2010 | 2011 | 2012 | 2013 | 2014 | 2015 | 2016 | 2017 | 2018 | 2019 | 2020 | 2021 | 2022 |
| -------- | ------ | ---- | ---- | ---- | ---- | ---- | ---- | ---- | ---- | ---- | ---- | ---- | ---- | ---- | ---- | ---- | ---- |
| 男子雙打 | 云天豪 | －   | －   | －   | －   | －   | －   | 16強 | 8強  | －   | －   | －   | －   | －   | －   | －   | －   |
| 男子雙打 | 吳蔚昇 | －   | －   | －   | －   | －   | －   | －   | －   | 16強 | 銀牌 | 32強 | 16強 | 16強 | －   | 8強  | 32強 |
|          |        |      |      |      |      |      |      |      |      |      |      |      |      |      |      |      |      |
| 混合雙打 | 溫可微 | 32強 | －   | －   | －   | －   | －   | －   | －   | －   | －   | －   | －   | －   | －   | －   | －   |

## 主要對賽紀錄
陳蔚強與主要對手的對賽成績如下（只列出對賽五次或以上對手，截至2017年10月7日）：
男雙 - 吳蔚昇
| 對手              | 對賽次數 | 對賽結果 | 對賽結果 | 總計 |
| 對手              | 對賽次數 | 勝       | 負       | 總計 |
| ----------------- | -------- | -------- | -------- | ---- |
| 柴飈 洪煒         | 10       | 7        | 3        | +4   |
| 李龍大 柳延星     | 7        | 2        | 5        | -3   |
| 劉雨辰 李俊慧     | 6        | 3        | 3        | 0    |
| 園田啟悟 嘉村健士 | 6        | 2        | 4        | -2   |
| 其他選手          | 139      | 102      | 37       | +65  |
| 總計              | 168      | 116      | 52       | +64  |

男雙 - 雲天豪
| 對手              | 對賽次數 | 對賽結果 | 對賽結果 | 總計 |
| 對手              | 對賽次數 | 勝       | 負       | 總計 |
| ----------------- | -------- | -------- | -------- | ---- |
| 早川賢一 遠藤大由 | 6        | 0        | 6        | -6   |
| 其他選手          | 104      | 67       | 37       | +30  |
| 總計              | 110      | 67       | 43       | +24  |